# Concert Spirituel

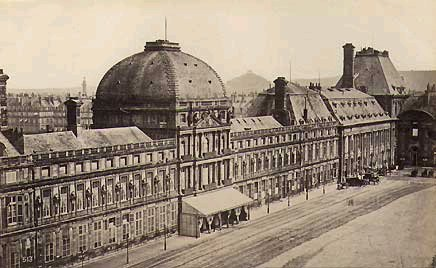
Palacio de las Tullerías: el Concert Spirituel tenía lugar en el segundo piso del pabellón central.

El Concert Spirituel es el nombre de una institución organizadora de conciertos musicales en París entre 1725 y 1790; más tarde, con el mismo nombre se celebraron conciertos en Viena, Londres y otras grandes ciudades, así como en otras zonas de París. 

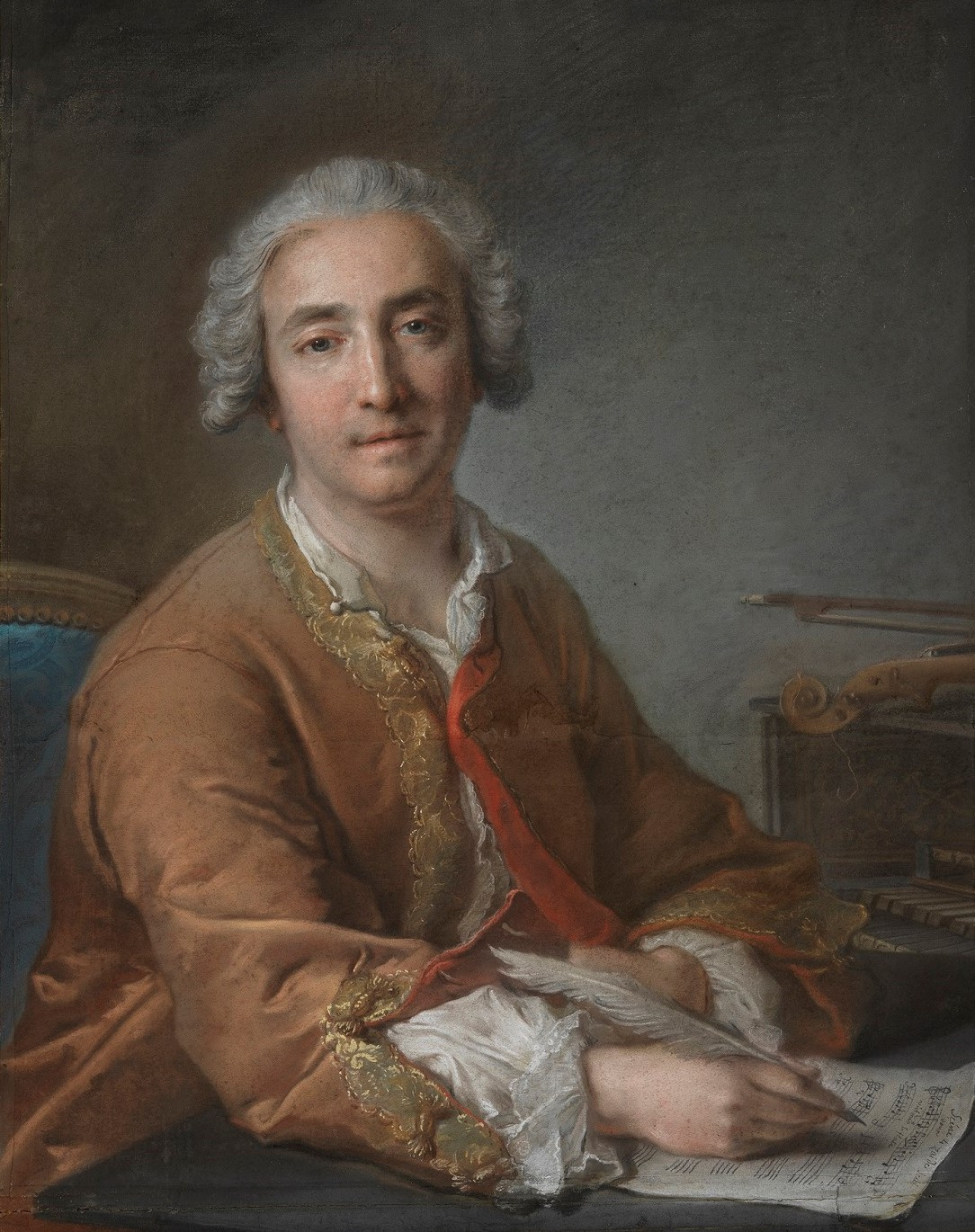
Joseph Nicolas Pancrace Royer

Los conciertos se fundaron para proveer entretenimiento especialmente durante la Pascua y en días festivos religiosos, cuando estaban cerrados otros espectáculos de la Académie Royale de Musique, la Comédie-Française o la Comédie-Italienne. Los programas presentaban una mezcla de obras corales sacras y piezas instrumentales virtuosas, y por muchos años se dieron lugar en el Salón de la Guardia Suiza en el Palacio de las Tullerías; empezaban a las seis de la tarde, y eran escuchados principalmente por los burgueses acomodados, la baja aristocracia y visitantes extranjeros. En 1784 los conciertos fueron desplazados a la Salle des Machines o Théâtre des Tuileries, y en 1790, cuando la familia real fue confinada en las Tullerías, se dieron en un teatro de París.

## Organización

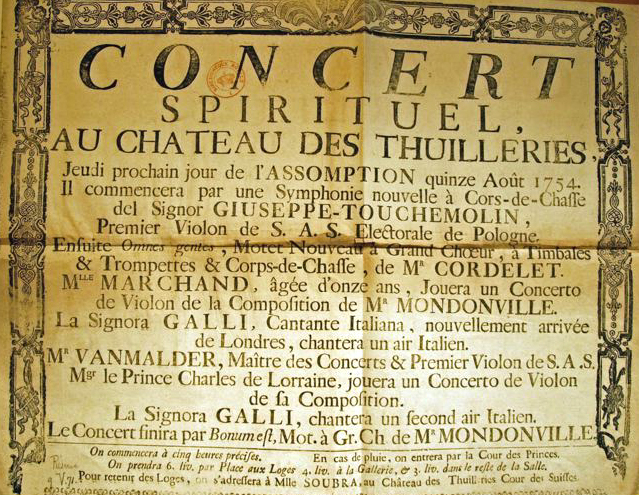
Cartel del Concert Spirituel del 15 de agosto de 1754

El Concierto Espiritual fue fundado por Anne Danican Philidor (1681-1728), oboísta de la Capilla Real, compositora de “melodías de baile para los ballets de la corte”. Anteriormente, era difícil organizar conciertos públicos en París debido al privilegio otorgado a la Real Academia de Música, el nombre que se le dio a la Ópera de París. Eran necesarias dos condiciones: garantizar la primacía de la Real Academia de Música y presentar su negocio como un entretenimiento edificante.
La primera condición se pactó a cambio de una retribución: el Concert Spirituel debía pagar una cuantiosa indemnización a la Real Academia (10.000 libras por tres años); y la segunda por el calendario. Los conciertos debían tener lugar los días en que no se representaba Ópera, debido a las fiestas católicas, es decir, menos de treinta conciertos al año. Y estaba prohibido cantar extractos de ópera y piezas con letra en francés.
Philidor se asoció con Michel Delannoy en la organización de los conciertos. Tras la dimisión de Philidor, unos meses antes de su muerte, en 1728, se concedió el privilegio del Concert Spirituel a Delannoy, Pierre Simart y Jean-Joseph Mouret. Con su administración, el carácter de los conciertos cambió un poco: los italianos quedaban pasados de moda y la música instrumental tomó más importancia.

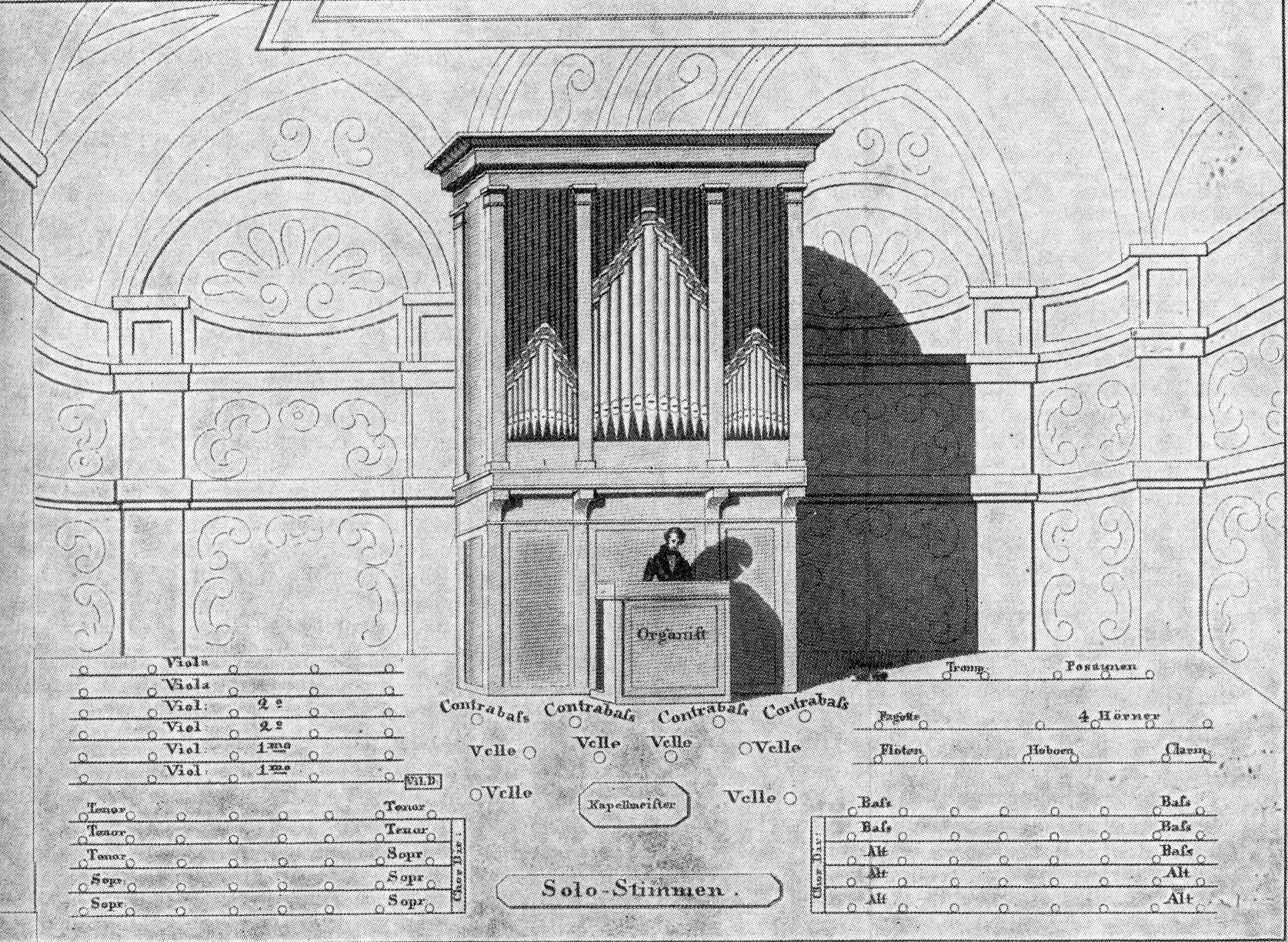
Colocación de los instrumentistas y los cantantes del Concert Spirituel en Viena, en 1837.

En 1731 firmaron un nuevo convenio con la Real Academia de Música. Sin embargo, el Concierto Espiritual experimentó muchas dificultades, especialmente económicas, debido al aumento de la tarifa debida a la Ópera, que se elevó a 12.000 libras. El Concert Spirituel pasó entonces a formar parte directamente, el 25 de diciembre de 1734, a la Real Academia, confiando la dirección musical a Jean-Ferry Rebel o a su hijo François. Permanecerá dirigida por esta institución hasta 1741, e incluso, según la hipótesis más probable, hasta 1748. Los programas siempre reservan el lugar para un motete, pero se favorece cada vez más la música instrumental, en particular para violín.

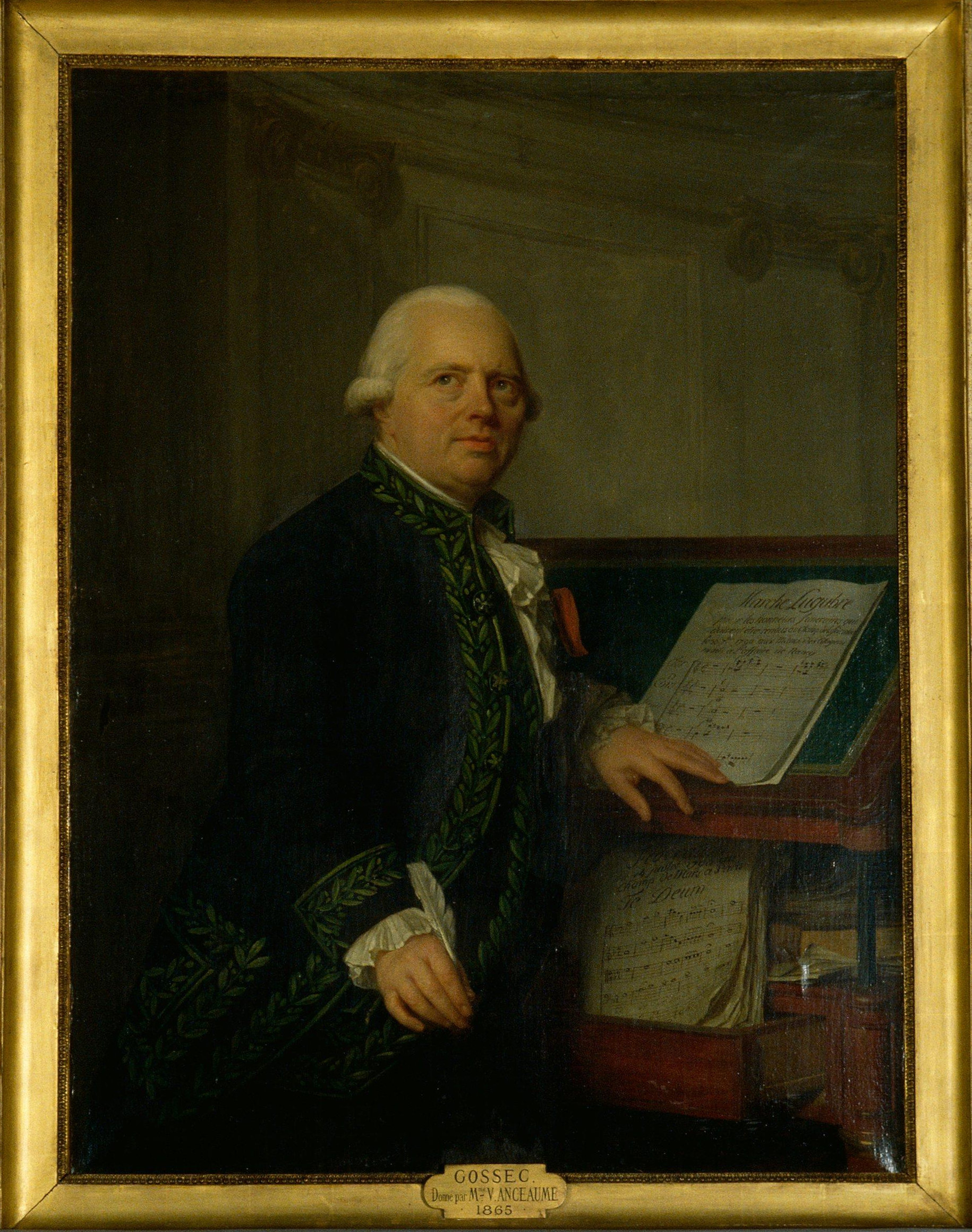
François-Joseph Gossec

En 1748, se concedió nuevamente el Concert Spirituel, esta vez a Joseph Nicolas Pancrace Royer, asociado con Gabriel Capperan. En 1761, se revocó el privilegio de Royer y Capperan en favor de una nueva asociación que reunía a Antoine Dauvergne, Capperan y Joliveau.
El Concert Spirituel fue confiado en 1771 a la ciudad de París, que a su vez lo concedió a Dauvergne y Pierre Montan-Berton. Sin embargo, a partir de 1773, pasó a manos de Simon Le Duc y François-Joseph Gossec. Finalmente, en 1777, fue el cantor Joseph Legros quien se hizo cargo del Concert Spirituel.
La Revolución, con el fin de los privilegios, más de facto que de jure, supuso el fin del Concert Spirituel. El último concierto probablemente tuvo lugar el 11 de marzo de 1790, pero ningún documento menciona el fin oficial de la institución.

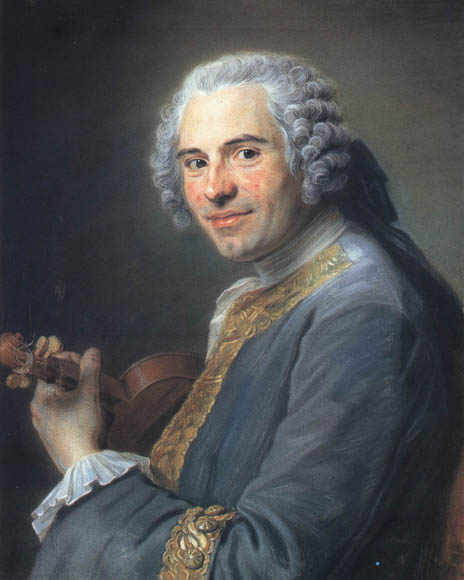
Jean-Joseph Cassanéa de Mondonville (réplica) por Maurice Quentin de La Tour

Sin embargo, la reputación del Concert Spirituel era tan fuerte que otros organizadores afirmaban dar conciertos espirituales. La expresión se volvió entonces más abstracta y genérica. Relanzó así la idea del concierto espiritual como una forma particular de concierto. Esta tradición fue particularmente fuerte en la primera mitad del siglo XIX. Además, inspirados por esta asociación, se organizaron varios ciclos de conciertos. Estos son los de Marsella, Lyon, Burdeos, Nantes, Lille, Estrasburgo, e incluso el de Viena en 1772, Tonkünstler.
En París, el Imperio a veces toma prestado el nombre de Concert Spirituel, especialmente en 1805. Bajo la Restauración, los conciertos se daban bajo este nombre, en el momento de la Semana Santa. Desde la fundación de la Orchestre de la Société des concerts du Conservatoire en 1828, fueron un elemento habitual a lo largo del siglo XIX.

## Repertorio y artistas
En virtud del convenio realizado con la Real Academia, el Concert Spirituel no podía ofrecer obras vocales en francés, ni especialmente óperas del repertorio. El Concert Spirituel incluía, por tanto, por un lado, música sacra en latín, justificada además por los períodos en los que se desarrollaba, y por otro lado, música italiana. Sin embargo, tras un nuevo acuerdo con la Real Academia, Philidor obtuvo en 1727 la organización de conciertos que incluían también piezas en francés, entre ellas Divertissements.

### Música vocal

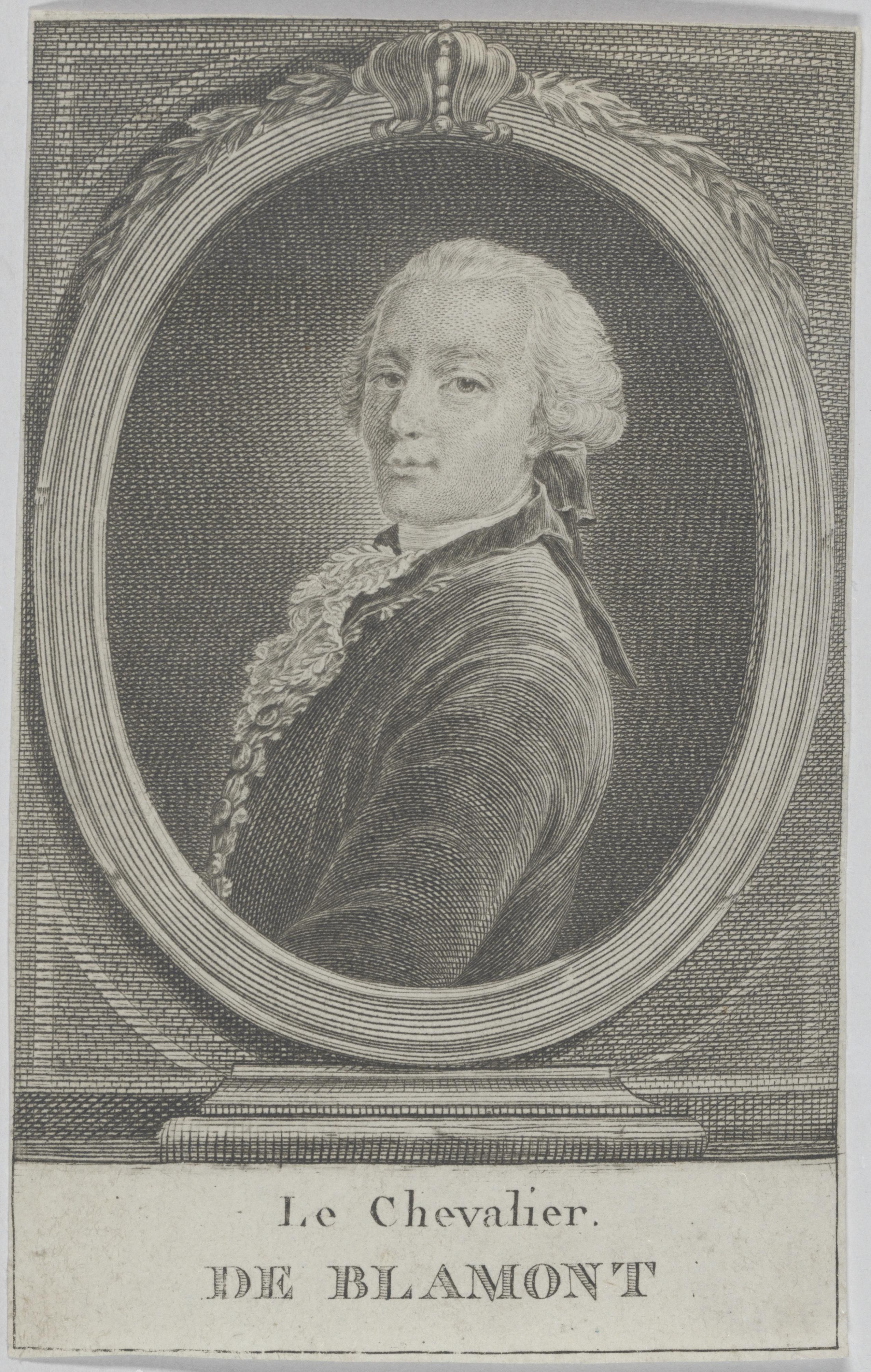
François Colin de Blamont

Si el objetivo de Philidor era modesto, sorprende que las representaciones del Concert Spirituel provocaran el declive de la música en la capilla del Palacio de Versalles: e incluso de la iglesia. De hecho, esta asociación fue también el lugar preferido para el gran motete, al que la escuela de composición francesa debe gran parte de su reputación. En los programas encontramos a todos los mejores músicos de la época y sus predecesores, Nicolas Bernier, Campra, Clérambault, Couperin, François Colin de Blamont, Desmarest, Charles-Hubert Gervais, el propio Philidor, así como Jean-Baptiste Lully, Jean Gilles Michel-Richard de Lalande. No obstante, es cierto que algunos no pudieron participar en el Concierto. Así, el motete de Rameau In convertendo, de difícil comprensión, sólo fue interpretado allí tres veces. El Mercure de France, durante la presentación de la Semana Santa en 1751, informa que fue recibido con bastante frialdad; quizás por el estilo antiguo, ya que la obra fue compuesta cuarenta años antes. La asociación acogió a Jean-Jacques Rousseau con su motete Salve Regina en 1753. Pero ya en 1767, este filósofo y músico representaba sus obras en otra parte.
En sus últimos años, los oratorios tendieron a reemplazar a los grandes motetes. Así, La Natividad de François-Joseph Gossec tuvo allí un éxito considerable.

### Música instrumental
Además, el Concert Spirituel hizo posible escuchar música instrumental. Primero la naciente sinfonía: a partir de 1748 se presentaron los maestros alemanes y austriacos: Stamitz, Hasse, Wagenseil; Músicos italianos: Geminiani, Alberti, Ruggi que inspiran a los franceses, como Guillemain, Blainville, Jean-François Rameau y Gossec. Luego, los conciertos solicitaron la participación de muchos virtuosos. Actuaron, entre otros, Jean-Marie Leclair, Rebel, Boimortier, Francœur, Dornel y Pierre Baillot, que se hizo un nombre en el Concert Spirituel.
Es normal que el compositor predilecto fuera Jean-Joseph Cassanéa de Mondonville, con 510 representaciones hasta su muerte en 1772, pues él mismo era director del Concierto Espiritual. Luego, los conciertos de obras de Michel-Richard Delalande, a pesar de su muerte en 1726, se contaron 421 veces en 45 años. En particular, antes de que llegara Mondonville, “las obras de Delalande reinan por encima de todo”.
El Concert Spirituel también ha permitido a ciertos compositores extranjeros ver sus obras interpretadas en París, en particular a Antonio Rosetti y Joseph Haydn, varias de cuyas sinfonías y el Stabat Mater tuvieron un gran éxito.
También se premió la técnica del violín: Mondonville inventó los armónicos, el staccato codificado y refinado por Leclair, la interpretación hasta las posiciones 9 y 11 por Francœur, los acordes a dos cuerdas por Duval y Senaillé. Entre los virtuosos figuraba también Jean-Baptiste Anet, alumno de Corelli y Jean-Pierre Guignon apodado "Rey de los violines", especializado en sonatas y conciertos de Vivaldi y gran rival de Leclair.

### Programa del primer concierto
El concierto inaugural tuvo lugar el Domingo de Ramos, 18 de marzo de 1725, en la Salle des Suisses del Palais des Tuileries. El programa consistió básicamente en obras en latín de Michel-Richard de Lalande, así como piezas instrumentales, según el primer acuerdo con la Academia.
- Michel-Richard de Lalande: Suite d'airs de violon, Segunda Fantasía o Capricho que el Rey pedía a menudo, S.161, el motete Confitebor (S.56).[11]
- Arcangelo Corelli: Concierto de Nochebuena (Concierto grosso op.6, n.º 8 en sol menor)
- Michel-Richard de Lalande: motete Cantate Domino (S.72).[11]

## Mercure de France
Después de cada concierto, el Mercure de France informaba sobre las obras (sin especificar el título exacto cada vez) y sobre los nuevos compositores, tanto franceses como extranjeros, que actuaron en el Concert Spirituel.
En la época del Concert Spirituel, había otras dos series de conciertos de suscripción: los Concerts Français (1727-1733) y los Concerts Italiens. Éstos tenían lugar en las Tullerías los jueves y sábados. y producían exclusivamente música de compositores italianos, salvo algunos franceses que habían hecho el viaje a Italia En cuanto a los Concerts Français, creados por Philidor seis meses antes de su renuncia a la dirección del Concert Spirituel, también en las Tullerías, tenían lugar los sábados y domingos por la mañana, durante el invierno. El programa estaba compuesto por cantatas francesas y amenidades, con dos de las mejores cantantes de la Ópera: Catherine-Nicole Le Maure y Marie Antier.